# Coenred de Northumbria
Coenred (o Cenred) fue rey de Northumbria de 716 a 718. John de Fordun afirma que asesinó a su predecesor Osred. Se le describe como miembro de los Leodwaldingas, un linaje descendiente de Ida de Bernicia, y fue el primero de su dinastía en gobernar Northumbria. Los Anales de Ulster registran la muerte del hijo de Cuidine (Cuthwine), rey de los sajones, en 718, y esto casi ciertamente se refiere a Coenred.[cita requerida]
William de Malmesbury le llama "un trago de la misma copa" que Osred, lo que quiere decir un hombre joven, enérgico, disoluto, cruel y bravo. Las circunstancias de su muerte son desconocidas. Fue sucedido por Osric, hermano, o medio-hermano, de Osred. El hermano de Coenred, Ceolwulf le sucedió en el trono.

## Lecturas complementarias
- Higham, N.J., El Reino de Northumbria ANUNCIO 350-1100. Stroud: Sutton, 1993. ISBN 0-86299-730-5
- Marsden, J., Northanhymbre Saga: La Historia de los Reyes anglosajones de Northumbria. Londres: Cathie, 1992. ISBN 1-85626-055-0
- Plummer, Charles, Venerabilis Baedae Ópera Historica. Volumen 2. Oxford: Clarendon Prensa, 1896, página 340.

| Predecesor: Osred I | Rey de Northumbria 716-718 | Sucesor: Osric |

- Datos: Q889974